# Gea zaragosa
Gea zaragosa là một loài nhện trong họ Araneidae.
Loài này thuộc chi Gea. Gea zaragosa được Alberto Barrion & James A. Litsinger miêu tả năm 1995.